# Szczyt (Tatry)
Szczyt (słow. Štít, 1311 m) – szczyt w Dolinie Zuberskiej w słowackich Tatrach Zachodnich. Znajduje się w północnym grzbiecie Brestowej Kopy. Grzbiet ten w dolnej swojej części (poniżej Cielęciarek) rozgałęzia się na dwa ramiona (północno-zachodnie i północne), obejmujące dolinę Mącznicę. Szczyt znajduje się w ramieniu północnym. Jego zachodnie stoki opadają do doliny Mącznicy, północno-zachodni grzbiet do polany Brestowa, a północne i wschodnie stoki do Doliny Zuberskiej. Względna wysokość Szczytu nad dnem Doliny Zuberskiej wynosi około 410 m. W północne i wschodnie stoki Szczytu wcina się kilka żlebów, którymi spływają niewielkie potoki uchodzące do Zimnej Wody.
Szczyt jest obecnie zalesiony. Na mapach zaznaczane są jeszcze znajdujące się na jego stokach i u podnóży polany, a na mapie satelitarnej widoczne są jeszcze ich pozostałości. Dawniej były to tereny wypasowe Hali Brestowa.